# Rigoberta Menchú Tum
Rigoberta Menchú Tum (født 9. januar 1959) er en guatemalansk indianer som har bl.a. været politiker, frihedskæmper og menneskerettighedsforkæmper. Hun er maya og har fra sin tidlige ungdom været aktiv i kampen mod undertrykkelse af mayaernes kultur. Denne kamp har hun efterhånden udvidet til at omfatte undertrykte folkeslag i store dele af verden.
Rigoberta Menchú fik Nobels fredspris i 1992.
Den indiansk befolkning har i mange år været undertrykt i Guatemala. og Rigoberta Menchú fortæller i en portrætbog om sit liv som indianer i Guatemala. Det er en fortælling om hvordan folk, som kæmpede mod undertrykkelsen, er blevet tortureret og slået ihjel. Rigoberta Menchús egen far blev henrettet af militæret, da hun var 21 år.
Rigoberta Menchuú fortæller om forholdene på et tidspunkt, hvor hun risikerer sit liv: "Jeg ejer ikke mit liv. Jeg har besluttet at ofre det for en sag. Jeg kan blive slået ihjel når som helst."
Religionen spiller en stor rolle i Rigoberta Menchús frihedskamp: "Vores vigtigste våben, vores kildemateriale, er Biblen" og "Vi gør netop sådan, fordi vi føler at os kristne, og en kristens pligt er at tænke på, hvordan Guds rige på jorden kan virkeliggøres for vores brødre, så vores børn, vores søskende og vores forældre ikke behøver at dø af sult og underernæring."